# Blas Garay
Blas Manuel Garay Argaña (Asunción, 3 de febrero de 1873-ibídem, 19 de diciembre de 1899) fue un escritor y periodista paraguayo.

## Biografía
Nació en el año 1873 (Paraguay)

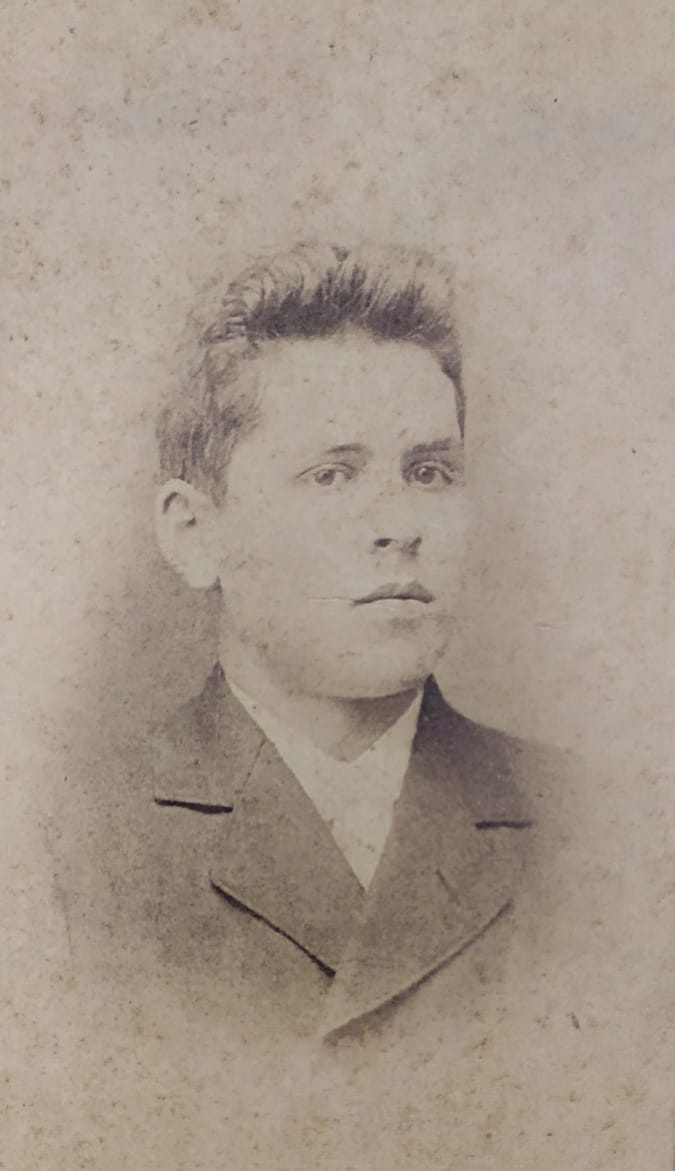
Blas Garay 1890

Sus padres fueron Vicente Garay y Constancia Argaña de Garay. Garay tuvo dos hermanos: Eugenio Alejandrino y Juan Jorge. Los tres fueron escritores. Eugenio Alejandrino luego tendría destacada actuación en la Guerra del Chaco. 
Terminado el ciclo secundario, Garay cursó sus estudios universitarios en Derecho y Ciencias Sociales. Sus primeros pasos en el periodismo los inició en el Colegio Nacional.  
Se recibe de abogado con tan sólo 23 años de edad. El presidente Juan Bautista Egusquiza lo envió en una misión diplomática a Europa con el objetivo de investigar en el Archivo General de Indias todo lo atinente a títulos, cédulas, provisiones y mapas que justificaran la posesión paraguaya del Chaco Boreal. Antes de realizar su viaje, Garay contrajo matrimonio con María Antonia Valdovinos con la que tendría dos hijos: Blas Garay Valdovinos, quien fue secretario privado del presidente Manuel Gondra, y Juan Manuel Garay (hijo póstumo), que alcanzaría el grado de coronel y fue jefe de Estado Mayor del Ejército paraguayo durante la Guerra del Chaco, bajo el comando del entonces general José Félix Estigarribia.
Garay publica en España en 1897 cuatro obras de género histórico: Compendio de la Historia del Paraguay, El comunismo de las misiones, La revolución de la Independencia del Paraguay y Breve Resumen de la Historia del Paraguay. Su labor de copista e investigador le permitió hacer el escrutinio de miles de documentos que hoy forman en el Archivo Nacional la «Colección Garay».
A su vuelta de España, en el año 1898, Garay funda el vespertino La Prensa.
- Datos: Q5730050
- Textos: Autor:Blas Garay